# Roman Balachov
Roman Vladimirovitch Balachov (en russe : Роман Владимирович Балашов, né le 9 février 1977 à Moscou) est un joueur de water-polo russe.
Il remporte une médaille d'argent lors des Jeux olympiques de 2000 et une médaille de bronze lors de ceux de 2004.